# Conquête de Melilla

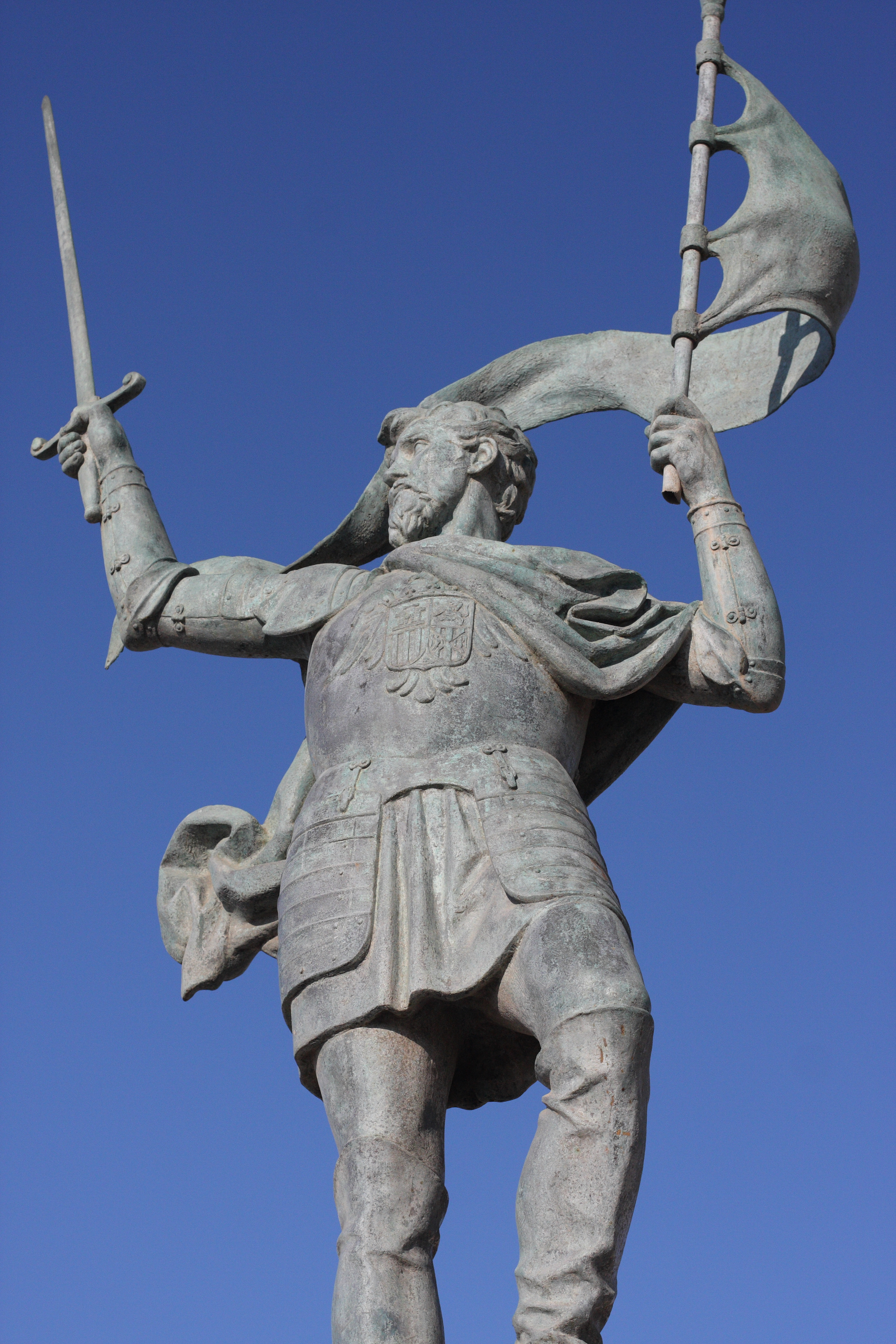
Statue de Pedro de Estopiñán y Virués à Melilla

La conquête de Melilla a lieu le 17 septembre 1497, lorsqu'une flotte envoyée par le duc de Medina Sidonia occupe la ville nord-africaine de Melilla.
Après la conquête de Grenade par l'Espagne et la chute de l'émirat de Grenade, la côte méditerranéenne du sultanat de Fès devient très instable, souvent attaquée par des pirates barbaresques ou des pirates de Cadix. Melilla et d’autres villes sont tombées dans la décadence, contrairement aux villes de la côte atlantique où se concentre l’essentiel de l’activité économique. En outre, le port, la forteresse et les murs de Melilla avaient été détruits lors de conflits entre les dirigeants de Fès et de Tlemcen. Les monarques catholiques considéraient Melilla comme un moyen de s'étendre le long de la côte méditerranéenne africaine pour sécuriser le commerce maritime aragonais, castillan et génois. Cependant, à la fin de la guerre de Grenade, Melilla se trouvait dans la zone d'influence portugaise selon les termes du traité d'Alcáçovas de 1479.
Après le traité de Tordesillas de 1494, la couronne de Castille tente de conquérir Melilla, mais il lui reste encore à finir la conquête des îles Canaries, sans parler des efforts économiques déployés lors des voyages de Christophe Colomb . L'éminent duc de Medina Sidonia, l'un des hommes les plus riches de la couronne de Castille fournit des soldats à la bataille d'Aguere lors de la conquête des îles Canaries et envoie Pedro de Estopiñán y Virués (es) à Melilla avec des navires, des soldats et des constructeurs. Ils arrivent le 17 septembre 1497, conquièrent la ville pratiquement sans combat et commence à reconstruire les murs et la forteresse de la ville. Le dirigeant wattasside Muhammad al-Shaykh envoi un détachement de cavalerie pour reprendre la ville, mais ils sont repoussés par les canons des navires espagnols,,.
Après la conquête de Melilla, tombent Cazaza et Mazalquivir en 1505, le Peñón de Vélez de la Gomera en 1508, Oran en 1509 et les Peñón d'Alger, Béjaïa et Tripoli en 1510. Annaba, Bizerta, Tunis et La Goulette tombent en 1535, tandis que les Portugais se concentrent sur la côte atlantique, conquérant Ceuta (1415), Tanger (1471), Mazagan (1502), Agadir (1505), Mogador (1506) et Casablanca (1515).